# Errick McCollum
Errick Lane McCollum (Canton, Ohio, 22 de enero de 1988) es un baloncestista estadounidense que pertenece a la plantilla del Fenerbahçe de la BSL turca. Con 1,88 metros de altura, juega en la posición de base. Es hermano del también baloncestista C. J. McCollum.

## Trayectoria

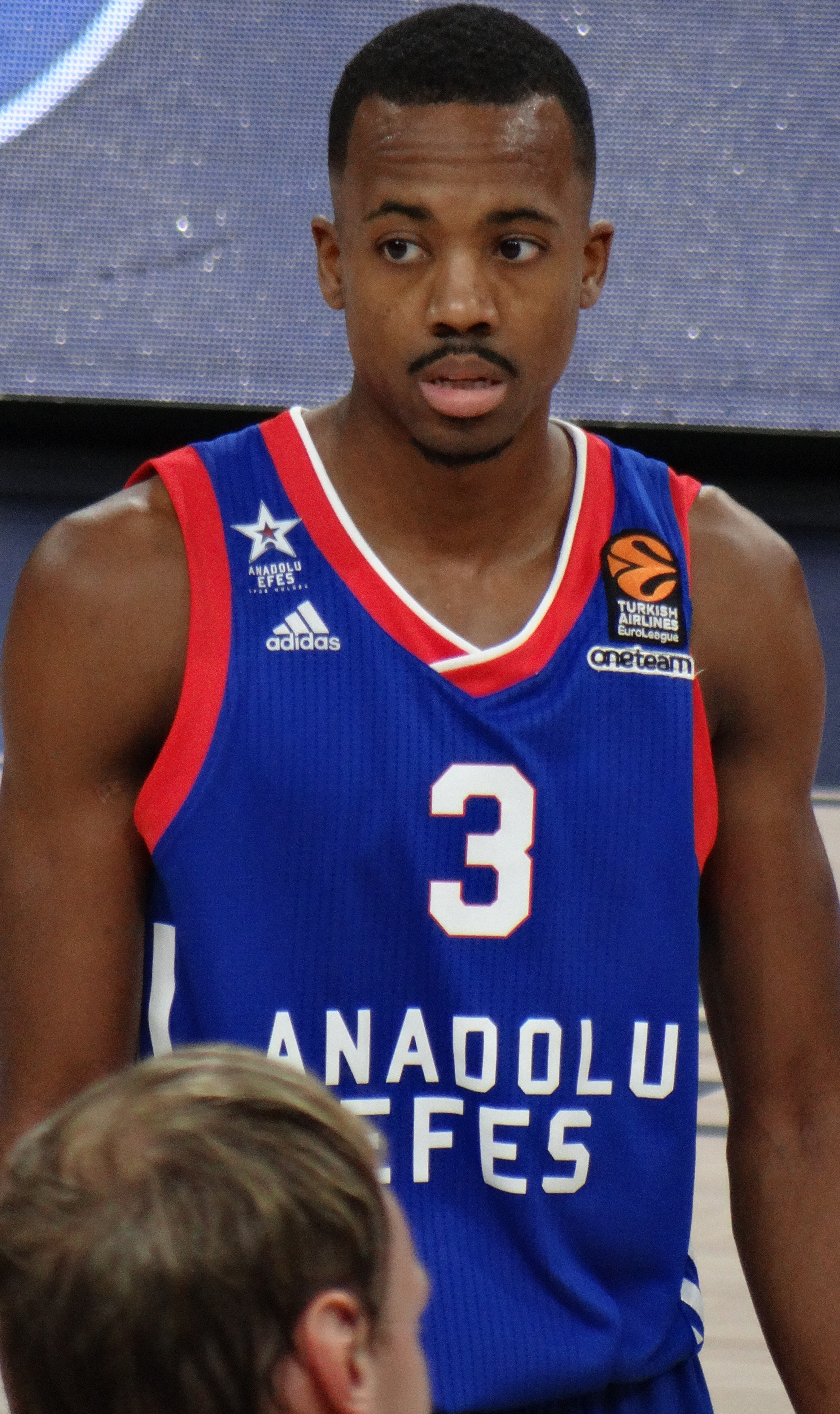
McCollum con Anadolu Efes en 2017.

Formado en la universidad de Goshen Maple, dio el salto a Europa, primero en Israel y después a Grecia.
Destacó su gran temporada en el Panionios, donde fue máximo anotador de la Eurocup y de la Liga Griega (20,2 y 17,7 respectivamente) en la 2013-14.
En la temporada 2014-15, tuvo unos promedios de 39,6 puntos, 7,4 rebotes, 5,5 asistencias y 2,1 recuperaciones en China. El 30 de enero de 2015, batía el récord anotador en China en el partido entre Zhejiang y Guangdong, consiguiendo 82 puntos (21/35 T2, 5/14 T3 y 25/27 TL), 10 rebotes y 4 asistencias con el Zhejiang Chouzhou.
En 2015 firma un contrato con el Galatasaray firmando un contrato por 700.000 dólares.
En 2016 fue campeón de la Eurocup con el Galatasaray y fue nombrado MVP (jugador más valioso) del torneo.
En marzo de 2017, el jugador vuelve al equipo turco, para convertirse en nuevo jugador del Galatasaray. El jugador retorna a su anterior equipo, con el que consiguió el título de la EuroCup convirtiéndose en MVP, tras pasar esta durante la temporada 2016-17 en la liga china.
El 17 de agosto de 2021, firma por el Lokomotiv Kuban de la VTB United League.
El 23 de junio de 2022, firma por el Pınar Karşıyaka de la BSL turca.
Tras dejar el Pınar Karşıyaka, el 10 de enero de 2025 fichó por el Fenerbahçe hasta final de temporada.